# Fantom opery (muzikál)
Fantom Opery (anglicky The Phantom Of the Opera) je muzikál Andrewa Lloyda Webbera z roku 1986. Jde o adaptaci stejnojmenného románu francouzského spisovatele Gastona Lerouxe, jenž poprvé vyšel v roce 1909.
Světová premiéra muzikálu proběhla 9. října 1986 v Her Majesty’s Theatre v Londýně, kde se uvádí dodnes. Jde o druhý nejdéle uváděný muzikál na světě, hned po světové jedničce Bídníci. Dva roky po světové premiéře byl muzikál uveden v New Yorku na Broadwayi; drží prvenství jako nejdéle uváděný titul Broadwaye.
Muzikál byl hrán ve 27 zemích. V Česku byl uveden poprvé v divadle Goja Music Hall, jakožto projekt producenta Františka Janečka. Premiéra proběhla 13. září 2014 a poslední uvedení původní pražské výpravy se uskutečnilo v červnu 2019. Následně jej vystřídal muzikál Ples upírů, po němž se Fantom opery vrátil v nové výpravě a alternaci rolí. Libreto přeložil Jaroslav Machek.
Kromě mnoha hudebních nahrávek (evidováno bylo téměř 40 oficiálních nahrávek) vznikla také celovečerní filmová verze muzikálu z roku 2004. Režíroval ji Joel Schumacher a hlavní role si zahráli Gerard Butler (Fantom), Emmy Rossum (Christine) a Patrick Wilson (Raoul). Film získal tři nominace na Oscara, které však neproměnil. S rozpočtem 70 milionů dolarů se stal nejdražším nezávislým snímkem,[zdroj⁠?!] neboť se na jeho výrobě nepodílelo žádné velké filmové studio.
Nejznámějšími písněmi z muzikálu se staly ústřední duet „The Phantom of the Opera“, árie Fantoma „Music of the Night“, sborové „Masquerade“ nebo romantický duet Christiny a Raoula „All I Ask Of You“.

## Autoři
- Hudba – Andrew Lloyd Webber
- Texty písní – Charles Hart, Richard Stilgoe
- Scénář a jevištní adaptace – Andrew Lloyd Webber, Charles Hart, Richard Stilgoe
- Originální režie a jevištní koncepce – Hal Prince

## Původní londýnské obsazení
- Erik (Fantom Opery) – Michael Crawford
- Christine Daaé – Sarah Brightmanová / Claire Moore
- Raoul – Steve Barton
- Carlotta Giudicelli – Rosemary Ashe
- Madame Giry – Mary Millar
- Meg Giry – Janet Devenish
- 27členný orchestr

## Původní broadwayské obsazení
- Erik (Fantom Opery) – Michael Crawford
- Christine Daaé – Sarah Brightmanová / Patti Cohenour
- Raoul – Steve Barton
- Carlotta Giudicelli – Judy Kaye
- Madame Giry – Leila Martin
- Meg Giry – Elisa Heinsohn

## České obsazení
2014–2016

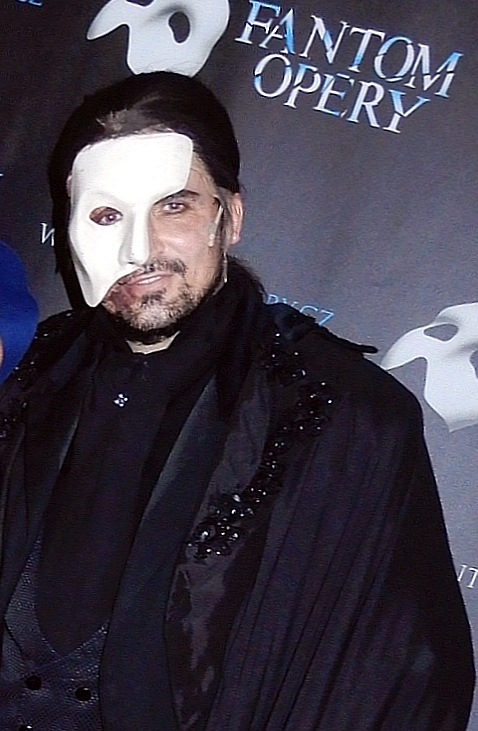
Radim Schwab v masce Fantoma opery, po představení v Goja Music Hall)

- Erik (Fantom Opery) – Marian Vojtko / Radim Schwab
- Christine Daaé – Michaela Gemrotová / Monika Sommerová
- Raoul, vikomt de Chagny – Bohuš Matuš / Tomáš Vaněk / Michal Bragagnolo
- Carlotta Giudicelli – Tereza Mátlová / Lucie Silkenová / Jana Borková
- Madame Giry – Miroslava Časarová / Vanda Šípová / Markéta Dvořáková
- Meg Giry – Tereza Vágnerová / Andrea Gabrišová
- Monsieur Richard Firmin – Josef Štágr / Jan Urban
- Monsieur Gilles André – Petr Matuszek/ Pavel Vítek
- Ubaldo Piangi – Nikolaj Višnjakov / Pavel Rudolf Plasche (understudy)
- Monsieur Reyer – Tomáš Kobr / Jindřich Nováček
- Madam Firminová
- sbor baletek
- šéf provaziště Biquet a kulisáci

2018–2019
- Erik (Fantom Opery) – Marian Vojtko / Radim Schwab
- Christine Daaé – Michaela Gemrotová / Monika Sommerová / Kristina Růžičková (understudy, premiéra 5.5.2019)
- Raoul, vikomt de Chagny – Michal Bragagnolo / Bohuš Matuš / Tomáš Vaněk
- Carlotta Giudicelli – Jana Borková / Tereza Mátlová / Monika Sommerová (understudy, premiéra 22.3.2019)
- Madame Giry – Miroslava Časarová / Markéta Dvořáková / Vanda Šípová
- Meg Giry – Andrea Gabrišová / Natálie Grossová
- Monsieur Richard Firmin – Petr Matuszek / Josef Štágr
- Monsieur Gilles André – Bronislav Kotiš / Pavel Vítek
- Ubaldo Piangi – Daniel Matoušek / Nikolaj Višnjakov
- Monsieur Reyer – Tomáš Kobr / Jindřich Nováček
- Madam Firminová – Pavlína Rainová / Denise Wich
- sbor baletek
- šéf provaziště Biquet a kulisáci[3]

## Děj
Prolog
Rok 1907, dražba na jevišti pařížské opery, draží se položka 665: hrací strojek v podobě opičky z papírmaše. Kupuje ji sedmdesátiletý Raoul, sedí na invalidním vozíku a vzpomíná si na Christine, že mu o hracím strojku vyprávěla. Draží se následující položka - položka 666: patrový lustr z jeviště opery, který byl po tragické události rekonstruován a elektrifikován.
První jednání

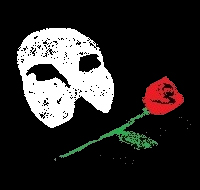
Maska a růže

Rok 1870, mladá dívka Christine Daaé tančí v baletním souboru v pařížské Opeře Populaire. Italská primadona Opery Carlotta s partnerem Ubaldem tam excelují v sólových partech při nastudovávání opery Hannibal. Během zkoušky této opery se však Carlotta náhle rozhodne, že v chystané premiéře opery nebude účinkovat, protože dirigent jejího partnera peskuje a operní dům ovládá Fantom, který posílá stálé hrozby. Právě přišli noví majitelé opery, Monsieur Firmin a Monsieur André. Fantom jim vzkazuje, že majitelem, skladatelem a hybatelem celé opery je ve skutečnosti on a klade si podmínky, jimiž se má jeho opera řídit (od peněz, přes obsazení rolí až po výhradní rezervaci lóže číslo 5 pro něj). Nešťastní majitelé nevědí, jak ohlášenou premiéru uskutečnit, rozhodnou se proto vyzkoušet baletku Christine, kterou její kolegyně doporučí a ona se projeví krásným hlasem. Už za pár hodin úspěšně odzpívá sólový part před vyprodaným hledištěm. Po představení se k ní přihlásí sponzor opery Raoul, její dávný ctitel a přítel, do kterého se zamiluje a spolu si plánují sňatek. V jejím pokoji se jí v zrcadle zjeví Fantom, jehož považuje za Anděla Hudby, který ji naučil zpívat. Fantom ji láká k sobě a na loďce odváží do podzemí, kde se má stát jeho ženou. Christine však odmítne a omdlí. Když se vzbudí, pamatuje si jen matně, co se stalo. Pátrá po Fantomově identitě, sundá mu masku a objeví zohavenou tvář. Fantom vybuchne vztekem a Christine mu ze strachu masku vrátí. Fantom se s Christine vrací zpět na povrch. Primadona Carlotta se také vrátí, i přes zákaz ji přemluví, aby zpívala sólový part v inscenaci Il Muto. Fantoma to velmi rozčílí. Jakýmsi kouzlem vezme primadoně hlas a ta náhle místo zpěvu vyluzuje žabí skřeky. Musí ji tedy nahradit Christine. K Fantomově vzteku přispělo i slídění personálu divadla a porušení zákazů: do jeho lóže usedl Christinin přítel Raoul, vikomt de Chagny. Při baletu, který jen vyplňuje potřebný čas pro přípravu Christine, Fantom oběsí zvědavého šéfa provaziště Biqueta. Christine s Raoulem uprchnou na střechu operní budovy a tam si vyznávají lásku. Fantom jim naslouchá, ukrytý za sochou múzy. Nevydrží své ponížení a na konci představení opery ze vzteku a ze žárlivosti na Christine svrhne patrový lustr z hlediště, ale Christine stihne utéct.
Druhé jednání
Uběhl půlrok a Fantom mezitím složil novou operu Don Juan, ve které má Christine hrát hlavní roli. Ředitelům Firminovi a Andréovi je libreto Dona Juana předáno na oslavách Nového roku. Po Fantomově příchodu na oslavy pompézní novoroční karneval okamžitě skončí a ansámbl se rozprchne. Firmin vyzpovídá choreografku a šéfovou baletu madame Giry o Fantomově minulosti, protože ví, že ona je v divadle nejdéle a nosívá od něj příkazy. Dozví se, že Fantoma kdysi cirkus vozil v kleci, protože byl znetvořený a současně ohromoval publikum svou genialitou a všestranností nadání.
Carlotta se hádá, že nemá hlavní roli. Od Fantoma přišel další dopis se striktními požadavky na ředitele, herce i ostatní personál. Mezi nimi jmenuje Christine, že se má vrátit ke svému Andělu hudby. Raoul vymyslí plán, jak se Fantoma zbavit, Christine by měla být návnada. Ta ze strachu utíká.
Po záhadné zkoušce na Dona Juana se Christine vydá ke hrobce svého otce. Tam ji překvapí a láká povědomý hlas, připomínající jejího otce. K očarované Christine přiběhne Raoul, přemlouvá ji, že to není její otec, ale Fantom.
Příprava policejního sboru na chycení a zabití Fantoma je hotová. Jeho tajemný hlas se jim ale vysmívá a rozkazuje, ať opera začne. Christine v opeře zazpívá duet s Donem Juanem, převlečeným za sluhu. Když zjistí, že je to Fantom, sundá mu roušku a poté strhne i masku. Tenorista Piangi, který nastudoval Dona Juana a Fantom ho vystřídal, je objeven na jevišti v posteli mrtev. Fantom unáší Christine do podzemí a madame Giry odvádí Raoula za nimi. Raoul se setkává s Fantomem, který mu lstivě nasadí oprátku. Christine se má rozhodnout. Když bude žít s Fantomem, může Raoul jít. Když ale odmítne, Fantom Raoula zabije. Christine se rozhodne pro Fantoma, avšak Fantom si uvědomil, jak se choval, a propustí Raoula i Christine. Fantom, celý zničený a smutný, se zahalí za závěs a zmizí. Jediné, co je po něm nalezeno, je jeho bílá maska.

## Zajímavosti a fakta

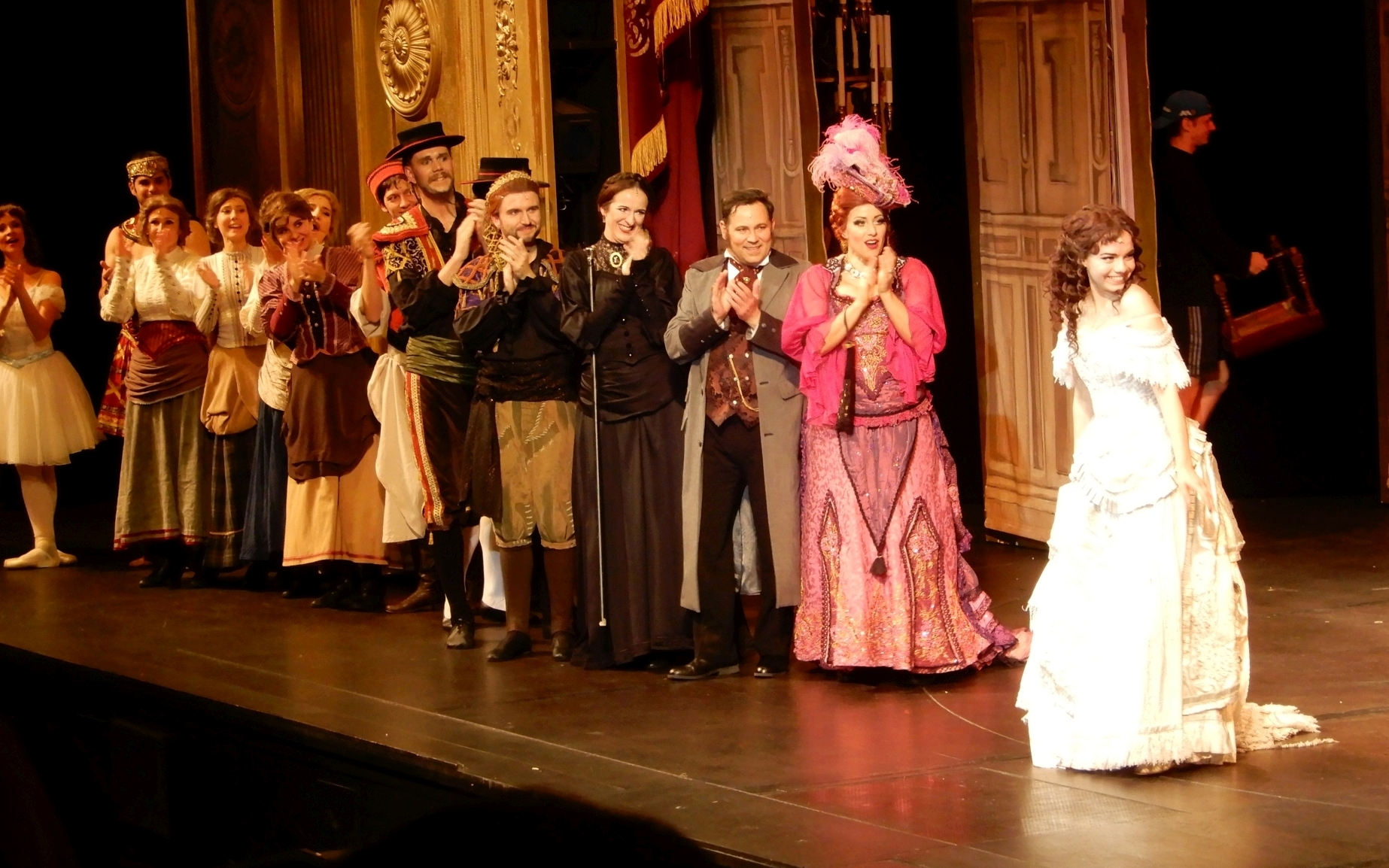
Herci Fantoma opery po představení v Praze, 5.5.2019

- Fantom Opery měl světovou premiéru 9. října 1986 v Londýně. Po 24 letech uvádění se odehrálo 9 500 repríz.
- Získal tři Olivierovy ceny (londýnská obdoba broadwayských Tony), včetně speciální ceny z roku 2002 pro divácky nejpopulárnější show.
- Broadwayská premiéra proběhla 9. ledna 1988 a „Fantom“ se stal tamějším nejdéle v kuse hraným muzikálem (světový rekord drží londýnští Bídníci s 25 lety).
- Získal sedm cen Tony a stejný počet dalších prestižních cen Drama Desk Awards.
- Celkově muzikál získal přes 50 divadelních cen.
- Originální londýnská nahrávka se jako první v historii britského muzikálu vyšplhala na 1. příčku prodejnosti a oblíbenosti.
- Celosvětově se prodalo 40 miliónu kopií originálního dvojalba.
- Fantom Opery se uváděl ve 149 městech 25 zemí a vidělo ho přes 100 milionů lidí.
- V každé produkci pracovalo kolem 120 lidí (zahrnuje účinkující, hudebníky i kreativní tým) a v každém představení je použito přes 230 kostýmů.
- Fantom Opery zlomil rekord v Německu, kde se hrál 15 let. V Japonsku se taktéž stal nejdéle hraným muzikálem, hrál se tam ještě o rok déle, tj. 16 let.
- A v roce 2006 byl představen v Las Vegas ve speciálně postaveném divadle „Phantom – The Las Vegas Spectacular“. Pro tamější návštěvníky se stal další atrakcí, představení tam je sice zkráceno, ale zato obsahuje mnoho scénických efektů, které neuvidíte v žádném jiném nastudování na světě.

## Love Never Dies
Na produkci Fantoma Opery se Andrew Lloyd Webber snaží navázat volným pokračováním příběhu fantoma, a to muzikálem s názvem Love Never Dies (Láska nikdy neumírá), který měl premiéru 9. března 2010 v londýnském Adelphi Theatre. Texty k muzikálu napsali Glenn Slater a Charles Hart a scénář pochází z pera Andrew Lloyd Webbera, Bena Eltona a Glenna Slatera. Muzikál zrežíroval Jack O'Brien. Love Never Dies drží prvenství na slavném West Endu, je to totiž poprvé, co se tam uvedlo pokračování nějakého muzikálu. Autoři plánují uvedení na Broadwayi, ale stále ladí současné londýnské uvedení podle reakcí publika a odborné kritiky.
Hlavních rolí se v původním uvedení ujali Ramin Karimloo (Fantom), Sierra Boggess (Christine), Joseph Millson (Raoul), Liz Robertson (Madame Giry) a Summer Strallen (Meg Giry).
V březnu 2010 vyšlo 2CD s kompletní studiovou nahrávkou muzikálu, kterou nazpívali výše jmenovaní umělci. Nejznámějšími písněmi z muzikálu jsou Til I Hear You Sing, The Beauty Underneath a Love Never Dies.